# Distretto di San Antonio (Puno)
Il distretto di San Antonio è uno dei quindici distretti della provincia di Puno, in Perù. Si trova nella regione di Puno e si estende su una superficie di 376,75 chilometri quadrati.

Ha per capitale la città di San Antonio de Esquilache; nel censimento 2005 si contava una popolazione di 1.613 unità.